# ロボットフレンドリー
ロボットフレンドリー（英: Robot Friendly）は、ロボットが導入しやすい状況や環境を示す言葉。ある施設や都市、地域へのロボット導入の効率性を検討する文脈において使われる。

## 解説
ロボットが導入される際の周辺環境が広く対象とされ、実例においても無線の通信プロトコルから包装容器の仕様と様々なものが存在している。
ロボットフレンドリーな環境の構築としては、このようなロボットフレンドリーな環境を複数のユーザーとメーカーと協調して標準化を行い、共に準ずる事をしめす。これは、各社各様に環境を構築した場合と比較して、メーカーは個別ユーザー向けの開発項目が減りロボット導入時に発生する労働が減少する、ユーザーは自社環境をロボットフレンドリーにする必要が出てくるが、事前に標準を知り合わせることになり、都度のメーカーとの調節の労力を大幅に減らすことができる。
このような環境を構築するには、自社のメリットだけでなく他社と協調し環境を構築する企業としての利他の精神とロボットに対して万能を求めるのでなく、寛容な精神を持ってロボット導入を進めることが必要と言われている。

## 日本政府の取り組み
経済産業省は、2019年以来、「ロボットフレンドリー」環境（ロボフレ環境）の実現に向けた政策を推進している。この取り組みは、ロボットが未導入の分野における導入を促進するため、ユーザー企業とロボットシステムインテグレーター企業の連携を強化し、施設管理、食品、物流倉庫、小売の4分野を重点的に支援している。
具体的には、以下のようなプロジェクトが実施されている。
施設管理分野
1. ALSOK（綜合警備保障株式会社）と戸田建設株式会社が、NECネッツエスアイ株式会社、株式会社クマヒラ、三菱電機ビルソリューションズ株式会社などと協力し、警備ロボットと施設設備（セキュリティ、エレベーター、配送）の連携に関する研究を行っている[1]。
2. 大和ライフネクスト株式会社は、Octa Robotics、ジャパンエレベーターサービスホールディングス株式会社などとエレベーターのロボット利用に関する標準化を進める[1]。
3. 日鉄興和不動産は、ソフトバンクロボティクス、株式会社日建設計、日建ハウジングシステムなどと協働し、物流ロボットの導入を推進[1]。
4. 森トラスト株式会社は、Octa Robotics、ソフトバンクロボティクス、三菱HCキャピタルなどと複数のロボットの管理に関する標準化を目指す[1]。
5. NECネッツエスアイ株式会社は、TIS株式会社と協力し、施設内の物流ロボットの導入を支援[1]。

食品分野
1. 日本惣菜協会が、カネカ食品、ジャンボリア、デリモなどと協力し、惣菜製造におけるロボットの自動化を推進。具体的には、盛り付け、包装、シミュレーション、シフト計算の自動化を目指しており、容器や機械の標準化も進めている[1]。

物流倉庫分野
1. NX総合研究所が、ロールボックスパレットの標準化を推進[1]。
2. 三菱HCキャピタルが、ビックカメラ、山善などと協力し、ピッキング作業における協働ロボットの活用を研究[1]。

## 実装例
2025年1月、ALSOKは、Octa Roboticsと大和ライフネクストと協力し、経済産業省が推進する「ロボットフレンドリー」環境の実現に向けたデモンストレーションを実施。このデモンストレーションでは、ロボットフレンドリー施設推進機構（RFA）の標準を活用し、ALSOKの警備ロボット「REBORG-Z」と他の企業の清掃ロボットが連携した。この取り組みは、エレベーター、ドア、センサーなどの施設設備をロボットが利用できる標準（共通規格）を開発し、緊急時の対応において機械警備と連携することを目指している。ALSOKの機器開発部長は、「RFAのような共通規格があれば、より理解が進み、業界全体の収益構造改善にも寄与する」と述べる。